# Новрузов, Алескер Ханлар оглы
Алескер Ханлар оглы Новрузов (азерб. Ələsgər Xanlar oğlu Novruzov; 1 августа 1949 — 26 февраля 1992) — азербайджанский учитель. Национальный герой Азербайджана, одна из жертв Ходжалинской резни.

## Биография
Родился 1 августа 1949 года в селе Кюрдгаджы Лачинского района Азербайджанской ССР. В 1966 году окончил среднюю школу родного села и в 1968-1970 гг. проходил военную службу в городе Ленинакан Армянской ССР. После окончания службы поступил в 1971 году в Шушинский педагогический техникум, окончив который в 1973 году, стал учителем физкультуры. В 1979 году переехал в Ходжалы, где работал учителем физкультуры.
Участвовал в Первой карабахской войне. Во время Ходжалинской резни, произошедшей в ночь с 25 по 26 февраля 1992 года попал в плен, где и погиб.
Похоронен в родном селе Кюрдгаджы.
На момент гибели был женат. Остались трое детей.

## Память
Указом президента Азербайджанской Республики № 553 от 25 февраля 1997 года Алескеру Новрузову было присвоено звание Национального героя Азербайджана (посмертно). Удостоен премии Мухаммеда Асадова (посмертно).